# Hebecarpa
Genre
Hebecarpa est un genre de plantes à fleurs de la famille des Polygalaceae. L'aire de répartition de ces espèces s'étend de l'Arizona au Texas et à l'Amérique centrale, aux Caraïbes, à l'ouest de l'Amérique du Sud jusqu'au Venezuela.

## Liste des espèces
Selon GBIF (20 octobre 2024) :
- Hebecarpa americana (Mill.) J.R.I.Wood & S.Beck
- Hebecarpa barbeyana (Chodat) J.R.Abbott
- Hebecarpa buxifolia (Kunth) J.R.Abbott & J.F.B.Pastore
- Hebecarpa caracasana (Kunth) J.R.Abbott & J.F.B.Pastore
- Hebecarpa costaricensis (Chodat) J.R.Abbott & J.F.B.Pastore
- Hebecarpa hebantha (Benth.) J.R.Abbott & J.F.B.Pastore
- Hebecarpa macradenia (A.Gray) J.R.Abbott
- Hebecarpa myrtilloides (Willd.) J.R.Abbott & J.F.B.Pastore
- Hebecarpa obscura (Benth.) J.R.Abbott
- Hebecarpa ovatifolia (A.Gray) J.R.Abbott
- Hebecarpa palmeri (S.Watson) J.R.Abbott
- Hebecarpa platycarpa (Benth.) J.R.Abbott & J.F.B.Pastore
- Hebecarpa punctata (Humb. ex Schult.) J.R.Abbott & J.F.B.Pastore
- Hebecarpa rectipilis (S.F.Blake) J.R.Abbott
- Hebecarpa rivinifolia (Kunth) J.R.Abbott & J.F.B.Pastore
- Hebecarpa robinsonii (S.F.Blake) J.R.Abbott & J.F.B.Pastore
- Hebecarpa rossychaveziae J.R.I.Wood & S.Beck
- Hebecarpa tehuacana (Brandegee) J.R.Abbott & J.F.B.Pastore
- Hebecarpa velutina (C.Presl) J.R.Abbott & J.F.B.Pastore

## Systématique
Le nom correct complet (avec auteur) de ce taxon est Hebecarpa (Chodat) J.R.Abbott (d).

### Étymologie
Hebecarpa fruit couvert de poils de « hebe » : signe de puberté et « karpos » : fruit